# وانیوان
وانیوان (به لاتین: Wanyuan) یک county-level city در جمهوری خلق چین است که در داژو واقع شده‌است.